# Liste der Baudenkmäler in Burgsinn
Auf dieser Seite sind die Baudenkmäler in dem unterfränkischen Markt Burgsinn zusammengestellt. Diese Tabelle ist eine Teilliste der Liste der Baudenkmäler in Bayern. Grundlage ist die Bayerische Denkmalliste, die auf Basis des Bayerischen Denkmalschutzgesetzes vom 1. Oktober 1973 erstmals erstellt wurde und seither durch das Bayerische Landesamt für Denkmalpflege geführt wird. Die folgenden Angaben ersetzen nicht die rechtsverbindliche Auskunft der Denkmalschutzbehörde.
 Diese Liste gibt den Fortschreibungsstand vom 15. April 2020 wieder und enthält 21 Baudenkmäler.
In dieser Kartenansicht sind Baudenkmäler ohne Koordinaten mit einem roten bzw. orangen Marker dargestellt und können in der Karte gesetzt werden. Baudenkmäler ohne Bild sind mit einem blauen bzw. roten Marker gekennzeichnet, Baudenkmäler mit Bild mit einem grünen bzw. orangen Marker.

## Reichsautobahn-Strecke 46
Autobahn, Bauten der ehemaligen Reichsautobahn-Strecke 46.
| Lage | Objekt                                                         | Beschreibung                                                                      | Akten-Nr.              | Bild           |
| --- | -------------------------------------------------------------- | --------------------------------------------------------------------------------- | ---------------------- | -------------- |
| Distrikt II Sinnberg Abteilung 8 Seufzig, Distrikt I Schondraberg Abteilung 7 Hengstbach, Distrikt I Schondraberg Abteilung 3 Geißrain (Standort) | Trasse zwischen 9,3 und 15,2 km                                | 1937–39                                                                           | D-6-77-122-21 Wikidata | BW             |
| Distrikt I Schondraberg Abteilung 3 Geißrain (Standort)                                                                                           | Bauwerk 79 (km 14,05), Waldwegunterführung Bettlersruh         | Geländedurchstich ohne Bauwerk, 1937–39                                           | D-6-77-122-21 Wikidata | BW             |
| Distrikt II Sinnberg Abteilung 8 Seufzig (Standort)                                                                                               | Bauwerk 81 (km 14,225), Entwässerung Bettlersbrunnen           | Quadratischer Trog, Stahlbeton mit Sandsteinverkleidung, 1937–39                  | D-6-77-122-21 Wikidata | BW             |
| Distrikt II Sinnberg Abteilung 8 Seufzig (Standort)                                                                                               | Bauwerk 91 (km 15,15), Straßenunterführung Burgsinn–Gräfendorf | Stahlbeton-Balkenbrücke, Widerlager mit Sandsteinverkleidung, 1937–39             | D-6-77-122-21 Wikidata | weitere Bilder |
| Distrikt II Sinnberg Abteilung 8 Seufzig () | Bauwerk 104 (km 16,75), Rohrdurchlass Räppleinsbuch            | Böschungsmauer mit Rundbogenöffnung, Stahlbeton mit Sandsteinverkleidung, 1937–39 | D-6-77-122-21 Wikidata |                |
| Distrikt II Sinnberg Abteilung 8 Seufzig (Standort)                                                                                               | Bauwerk 105 (km 16,825), Straßenunterführung                   | Stahlbeton-Balkenbrücke, Widerlager mit Sandsteinverkleidung, 1937–39             | D-6-77-122-21 Wikidata | BW             |
| Distrikt I Schondraberg Abteilung 7 Hengstbach ()                                                                                                 | Bauwerk 110 (km 17,42), Rohrdurchlass Hengstbach               | 1937–39                                                                           | D-6-77-122-21 Wikidata |                |

## Baudenkmäler in Burgsinn
| Lage                                                                                     | Objekt                                                                              | Beschreibung | Akten-Nr.              | Bild                                                                                |
| ---------------------------------------------------------------------------------------- | ----------------------------------------------------------------------------------- | --- | ---------------------- | ----------------------------------------------------------------------------------- |
| An der Aura 17 b (Standort)                                                              | Gefallenendenkmal für die Toten des Krieges 1870/71                                 | Sockel mit Säule und Bekrönung durch Siegeskranz mit Helm, Sandstein, Historismus, Ende 19. Jahrhundert | D-6-77-122-19 Wikidata | BW                                                                                  |
| Fellener Straße 14 (Standort)                                                            | Ehemaliges jüdisches Wohnhaus                                                       | zweigeschossiger Satteldachbau mit verputztem Fachwerkobergeschoss, Haustür mit jüdischer Inschrift und Mesusenspur, bezeichnet 1816; Synagoge, Krüppelwalmdachbau im rückwärtigen Grundstück, 1780, erweitert 1863/64 | D-6-77-122-22 Wikidata | BW                                                                                  |
| Friedhofstraße 15; Im Unterreith; Nähe Friedhofstraße (Standort)                         | Friedhof                                                                            | Grabmäler und Gusseisenkreuze, um 1900 Friedhofsmauer mit Pfeilerportal und Gittertor, Sandstein und Schmiedeeisen, zweite Hälfte 19. Jahrhundert Kreuzweg, 14 gleichgestaltete Kreuzwegstationen in Form von spitzbogigen Blendnischen mit Reliefs, teilweise in die Friedhofsmauer integriert, Sandstein und Gusseiusen, neugotisch, zweite Hälfte 19. Jahrhundert Adelsgruft der Freiherren von Thüngen, quadratischer überpuppelter Kalksteinquaderbau mit Ornamentdekor, Jugendstil, um 1900 Kruzifix, profilierter Sockel mit Holzkruzifix, Korpus bemalt, um 19000 | D-6-77-122-3 Wikidata  | BW                                                                                  |
| Hauptstraße 33 (Standort)                                                                | Ehemaliges Schulhaus                                                                | Stattlicher zweigeschossiger Satteldachbau mit Zwerchgiebel über Hang-Sockelgeschoss, Backsteinfassade mit Sandsteingliederungen, Neorenaissance um 1855 | D-6-77-122-6 Wikidata  | BW                                                                                  |
| Jahnweg 1 (Standort)                                                                     | Schlossökonomie                                                                     | Langgestreckter zweigeschossiger Satteldachbau mit Fachwerkobergeschoss sowie zweigeschossigem Anbau mit Zwerchdach, Bruchsteinmauerwerk im Erdgeschoss, erste Hälfte 18. Jahrhundert | D-6-77-122-7 Wikidata  | weitere Bilder                                                                      |
| Kirchstraße (Standort)                                                                   | Kruzifix                                                                            | Mit bemaltem Korpus, Holz, 19. Jahrhundert | D-6-77-122-10 Wikidata | BW                                                                                  |
| Kirchstraße 14 (Standort)                                                                | Katholisches Pfarrhaus                                                              | Freistehender zweigeschossiger Satteldachbau mit Zinnengiebeln, Backsteinfassade mit Sandsteinrahmungen, historistisch, um 1890 | D-6-77-122-8 Wikidata  | BW                                                                                  |
| Kirchstraße 16 (Standort)                                                                | Katholische Pfarrkirche St. Michael                                                 | Saalkirche auf kreuzförmigem Grundriss mit Stummelquerhäusern, Satteldächer mit flachem Zeltdach über der breiten Vierung, seitlicher Turm mit Spitzhelm, Putzmauerwerk mit Sandsteinrahmungen, nachgotischer Turm um 1600, Langhaus im Zopfstil 1803, kreuzförmige Erweiterung im barockisierenden Jugendstil 1907; mit Ausstattung | D-6-77-122-9 Wikidata  | BW                                                                                  |
| Kreuzstraße 3 (Standort)                                                                 | Adelssitz, sogenanntes Fronhofer Schlösschen, Witwensitz der Freiherren von Thüngen | Freistehender zweigeschossiger Satteldachbau mit Schweifgiebeln sowie Standerker mit Zwerchhaus und runden Treppenturm mit Zeltdach, Putzmauerwerk mit Sandsteinrahmungen und Wappenstein, bezeichnet „1607“ Einfriedungsmauer, unverputztes Bruchsteinmauerwerk, 17./18. Jahrhundert | D-6-77-122-11 Wikidata | Adelssitz, sogenanntes Fronhofer Schlösschen, Witwensitz der Freiherren von Thüngen |
| Kreuzstraße 5 (Standort)                                                                 | Brunnen                                                                             | Pumpe mit schmalem rechteckigem Trog, Gusseisen und Sandstein, um 1860 | D-6-77-122-13 Wikidata | BW                                                                                  |
| Kreuzstraße 7 (Standort)                                                                 | Bauernhaus                                                                          | Zweigeschossiges Fachwerkhaus mit Satteldach in Ecklage, 17./18. Jahrhundert Fachwerknebengebäude | D-6-77-122-12 Wikidata | BW                                                                                  |
| Marktplatz (Standort)                                                                    | Laufbrunnen                                                                         | Runder Brunnentrog, Sandstein, bezeichnet „1813“; gusseiserne Leitung erneuert | D-6-77-122-14 Wikidata | BW                                                                                  |
| Mühlenstraße (Standort)                                                                  | Laufbrunnen                                                                         | Schmaler rechteckiger Brunnentrog mit Brunnensäule, Sandstein und Gusseisen, um 1899 | D-6-77-122-16 Wikidata | BW                                                                                  |
| Nähe Burgweg; Burgweg 11 (Standort)                                                      | Wasserburg, sogenannte Alte Burg                                                    | Grundzüge der Anlage und quadratischer Bergfried aus Buckelquadern mit Pyramidendach (erneuert), 12. Jahrhundert Wohnbau, zweigeschossiger Satteldachbau mit Fachwerkobergeschoss und als Erker einbezogener Übereckturm der Ringmauer mit Fachwerkaufbau und Pyramidendach, 17./18. Jahrhundert, im Kern wohl mittelalterlich; mit Ausstattung Ringmauer, mit einem runden und drei Übereckschalentürmen sowie vorgelagertem Wassergraben, teilweise Buckelquader, um 1200, Umbau 1339, integrierte Reste eines Wohnbaus von 1543                                        | D-6-77-122-1 Wikidata  | weitere Bilder                                                                      |
| An der Aura 17 a,17 b (Standort)                                                         | Gartentor                                                                           | Mauerrest mit profiliertem Korbbogen und Sandsteinpilastern, barock, bezeichnet „1750“ | D-6-77-122-1 Wikidata  | weitere Bilder                                                                      |
| Rienecker Straße (Standort)                                                              | Kruzifix                                                                            | Tischsockel und Kruzifix mit bemaltem Korpus, Sandstein, Holz und Gusseisen, 18./19, Jahrhundert | D-6-77-122-20 Wikidata | BW                                                                                  |
| Rienecker Straße 6 (Standort)                                                            | Straßenwasserpumpe                                                                  | Gusseisen, Mitte 19. Jahrhundert | D-6-77-122-18 Wikidata | BW                                                                                  |
| Rienecker Straße 7 (Standort)                                                            | Stadttor der ehemaligen Marktbefestigung                                            | Torturm mit Pyramidendach und rundbogiger Durchfahrt, Bruchsteinmauerwerk mit Ansatz der Stadtmauer, 15. Jahrhundert | D-6-77-122-17 Wikidata | weitere Bilder                                                                      |
| Schloßallee 15; Schloßallee 7; Schloßallee 17; Schloßallee 19; Schloßallee 21 (Standort) | Schloss der Freiherren von Thüngen                                                  | Zweiflügeliger Satteldachbau mit Schweifgiebeln, polygonalem Treppenturm und Konsol-Eckerker, Putzmauerwerk mit Sandsteinrahmungen, Spätrenaissance, bezeichnet „1620“; mit Ausstattung Schlossökonomie, umfangreiche Nebengebäude mit Satteldächern, zumeist Bruchsteinbauten mit Fachwerkanteilen, 17,.19. Jahrhundert Parkwohnhaus Einfriedung, Mauer mit Pfeilerportal, Sandstein, um 1800 Gartenanlagen, 18./19. Jahrhundert | D-6-77-122-15 Wikidata | BW                                                                                  |
| Unteres Birkig (Standort)                                                                | Friedhof der freiherrlichen Familie von Thüngen                                     | Mit Grabstein Heinrich Wilhelm Freiherr von Thüngen 1752–1824 Grabkapelle, kleiner Sandsteinquaderbau mit Satteldach, historistisch um 1900; mit Ausstattung | D-6-77-122-4 Wikidata  | BW                                                                                  |

## Ehemalige Baudenkmäler
In diesem Abschnitt sind Objekte aufgeführt, die früher einmal in der Denkmalliste eingetragen waren, jetzt aber nicht mehr. Objekte, die in anderem Zusammenhang also z. B. als Teil eines Baudenkmals weiter eingetragen sind, sollen hier nicht aufgeführt werden. Aktennummern in diesem Abschnitt sind ehemalige, jetzt nicht mehr gültige Aktennummern.

| Lage                      | Objekt        | Beschreibung                                                                                    | Akten-Nr.             | Bild |
| ------------------------- | ------------- | ----------------------------------------------------------------------------------------------- | --------------------- | ---- |
| Hauptstraße 18 (Standort) | Wohnstallhaus | Giebelständiges zweigeschossiges verputztes Fachwerkhaus mit Satteldach, frühes 19. Jahrhundert | D-6-77-122-5 Wikidata | BW   |